# نرلر
نرلر، روستایی است از توابع بخش مرکزی شهرستان ارومیه استان آذربایجان غربی ایران. اهالی روستا تماماً کردزبان هستند. از نظر مذهب نیز آنها سنی مذهب اند.

## جمعیت
این روستا در دهستان باراندوز قرار داشته و بر اساس سرشماری سال ۱۳۸۵ جمعیّت آن ۲۱۲ نفر (۳۲ خانوار)
بوده‌است.